# نوبيو مايدا
نوبيو إن مايدا (باليابانية: 前田信代) هي عالمة وراثة يابانيّة وباحثّة طبيّة متخصّصة بالأمراض البشريّة المعقّدة بما في ذلك التصلّب العصيدي، والسكّريّ، وارتفاع ضغط الدمّ. اشتهرت بشكلٍ خاصّ لاستخدامها أوّل فأر نموذجيّ لمرض السكّريّ. عملت مايدا في الولايات المتّحدة منذ عام 1987، وأصبحت في عام 2017 أستاذة بارزة في جامعة ولاية كارولينا الشماليّة في تشابل هيل من خلال منحة روبرت إتش وانغر.

## الحياة المبكّرة والتعليم
ولدت مايدا في مدينة سنداي عاصمة محافظة مياغي اليابانيّة في بداية خمسينيات القرن العشرين، وهي الأخت الوسطى بين ثلاثة بنات يعمل والدهنّ كأستاذٍ في الهندسة الكيميائيّة. تلقّت مايدا تعليمها الجامعي في جامعة توهوكو بمدينة سنداي، حيث حصلت في عام 1972 على شهادة البكالوريوس في الكيمياء، وحصلت في عام 1974 على درجة الماجستير باختصاص الكيمياء العضوحيويّة من نفس الجامعة، وتبع ذك تلقّيها لدرجة الدكتوراه في عام 1977 بنفس الاختصاص من خلال أطروحة تخرّج تحمل عنوان «عزل وتوصيف السموم العصبيّة من سموم ثعابين البحر، واستخدام سلاسل الأحماض الأمينية في تصنيفها».

## الحياة المهنيّة والجوائز
عملت مايدا في بداية حياتها المهنيّة في مختبر نوبو تاميا في قسم الكيمياء بجامعة توهوكو لفترة وجيزة. غادرت في عام 1978 اليابان متوجّهة إلى الولايات المتّحدة، وعملت لعقد من الزمن في جامعة ويسكنسون ماديسون. شغلت مايدا عدداً من المناصب التي تتطلّب الحصول على شهادة الدكتوراه في مختبرات والتر إم فينش (قسم الكيمياء الحيويّة بين عاميّ 1978 و1981)، وفي مختبرات أوليفر سميثيز (مختبر الجينات بين عاميّ 1981 و1983)، وعملت بعد ذلك كمعاون في مختبر الجينات، وبعدها كباحث علميّ مشارك.
انتقلت في عام 1988 إلى قسم علم الأمراض في جامعة ولاية كارولينا الشماليّة في تشابل هيل، وذلك برفقة زميلها (وزوجها المستقبليّ) سميثيز ، حيث شغلت تباعاً عدداً من المناصب كأستاذ مساعد في عام 1988 وأستاذ في عام 1966 وعُيّنت في عام 2003 كأستاذ موقّر لمنحة روبرت إتش وانغر في قسم علم الأمراض والطبّ المخبري. أصبحت ميديس في عام 2000 أستاذة مساعدة في قسم التغذية، وأدارت بدءاً من عام 2002 برنامج التدريب لمرحلة ما قبل الدكتوراه في بيولوجيا الأوعية الدمويّة.
حصلت في عام 1998 على جائزة «منهجيّة التوسيع الزمنيّ لنطاق البحوث» الصادرة عن المعهد الوطنيّ للقلب والرئة والدمّ.

## الأبحاث
قاد عمل مايدا حول سموم الأفاعي البحريّة بها إلى الاهتمام بالتطوّر الجزيئيّ الذي تابعت العمل به في مختبر فيتش. كتبت مايدا في ثمانينات القرن العشرين حول موضوعات التطوّر الجزيئيّ في القرود العليا كالشمبانزي والإنسان.  ركّز عملها على الآثار الكبيرة للطفرات في إعادة التركيب الجينيّ للعائلات الجينيّة، وخصوصاً في مجموعة جينات الهابتوغلوبين عند البشر.
قامت مايدا بالتعاون مع سميثيز وزملاء عمل آخرين باستخدام تقنيّة جديدة وهي استهداف الجينات –تقنيّة تستخدم لتبديل جين واحد لفأر باستخدام التأشيب المتماثل المطوّر من قبل سميثيز نفسه، وماريو كابيكي، وآخرين- لإصلاح جين ناقلة الهيبوزانتين غوانين فوسفوريبوزيل ترانسفيراز المسؤول عن متلازمة لش – نيهان في خلايا الفأر بالمختبر. كانت هذه المرّة الثانية على الإطلاق التي ينتشر فيها خبر نجاحٍ لهذه التقنيّة. بدأت مايدا بعد ذلك في تطبيق تقنيّة استهداف الجينات لتوضيح وظيفة البروتينات الدهنيّة، وهو ما سبق وتحدّثت جان وجوديث راباكز عن ارتباطه بمرض التصلّب العصيديّ عند الخنازير الأليفة. كانت نوبيو مايدا واحدةً من أوائل الباحثين الذين طبّقوا أساليب استهداف الجينات على مرض معقّد ومتعدّد العوامل بدلاً من استخدامها على الاضطرابات الجينيّة (الناتجة عن خلل في جين واحد أو أكثر) كالتليّف الكيسي ومتلازمة لش- نيهان. وجدت مايدا وزملاؤها في العمل أنّ حذف جين من صميم البروتين الشحمي E (ApoE) –عنصر ذو بروتين دهني منخفض الكثافة جدّاً- لفأر يؤدّي إلى تطوير الحيوانات لفرط كوليسترول الدمّ ولتصلّب الشرايين في غضون 6 أشهر بالرغم من اتّباعها لنظام غذائيّ عادي. نُشرت هذه النتائج في عام 1992 في مجلّة ساينس بمقالة استُشهد بها بشكل كبير  كان الفأر ذو جين صميم البروتين الشحمي E المعطلّ (apoe−/−) أوّل فأرٍ نموذجيّ لهذا المرض، وأصبح يستخدم بشكل واسع في الأبحاث المتعلّقة بمرض تصلّب الشرايين. قامت مجموعة مايدا لاحقاً بإجراء تجاربٍ أخرى متعلّقة باستهداف الجينات بما في ذلك استبدال جين صميم البروتين الشحمي E عند الفأر بمتغيّرات مشتركة مع الجينات البشريّة لم تتغيّر اهتمامات مايدا البحثيّة مع الزمن، فاستمرّت في عام 2017بالتركيز على مرض تصلّب الشرايين، وهو ما يشمل دراسات تتعلّق بعلم الوراثة وبعلم الأمراض الجزيئيّة. درست مايدا أيضاً أمراضاً أخرى متعدّدة العوامل كالسكّري وارتفاع ضغط الدمّ.

## الحياة الشخصيّة
تزوّجت مايدا من عالم الوراثة بريطانيّ المولد أوليفر سميثيز (من مواليد عام 1925 وتوفّي عام 2017).